# Flines-lez-Raches
Pour les articles homonymes, voir Flines.
Flines-lez-Raches (aussi Flines-lez-Râches) est une commune française située dans le département du Nord, en région Hauts-de-France.

## Géographie
Située sur la route nationale 50.

### Communes limitrophes
| Faumont | Coutiches         |             |
| Râches  | Flines-lez-Raches | Bouvignies  |
| Anhiers | Lallaing          | Marchiennes |

### Hydrographie

#### Réseau hydrographique
La commune est située dans le bassin Artois-Picardie. Elle est drainée par la Raches Aval, le canal du Décours, le Marais des Six Villes, le Marichon et divers autres petits cours d'eau,.
La Scarpe canalisée et une section canalisée de la Scarpe, d'une longueur de 67 km, prend sa source dans la commune de Arras et se jette  dans l'Escaut canalisée à Mortagne-du-Nord, après avoir traversé 34 communes. 
Le Raches Aval, d'une longueur de 13 km, prend sa source dans la commune de Roost-Warendin et se jette  dans la Scarpe canalisée à Marchiennes, après avoir traversé cinq communes. 
Le canal du Décours, d'une longueur de 16 km, prend sa source dans la commune  et se jette  dans la Scarpe canalisée à Saint-Amand-les-Eaux, après avoir traversé sept communes. 
Le Marichon, d'une longueur de 10 km, prend sa source dans la commune  et se jette  dans le canal du Décour à Marchiennes, après avoir traversé deux communes. 

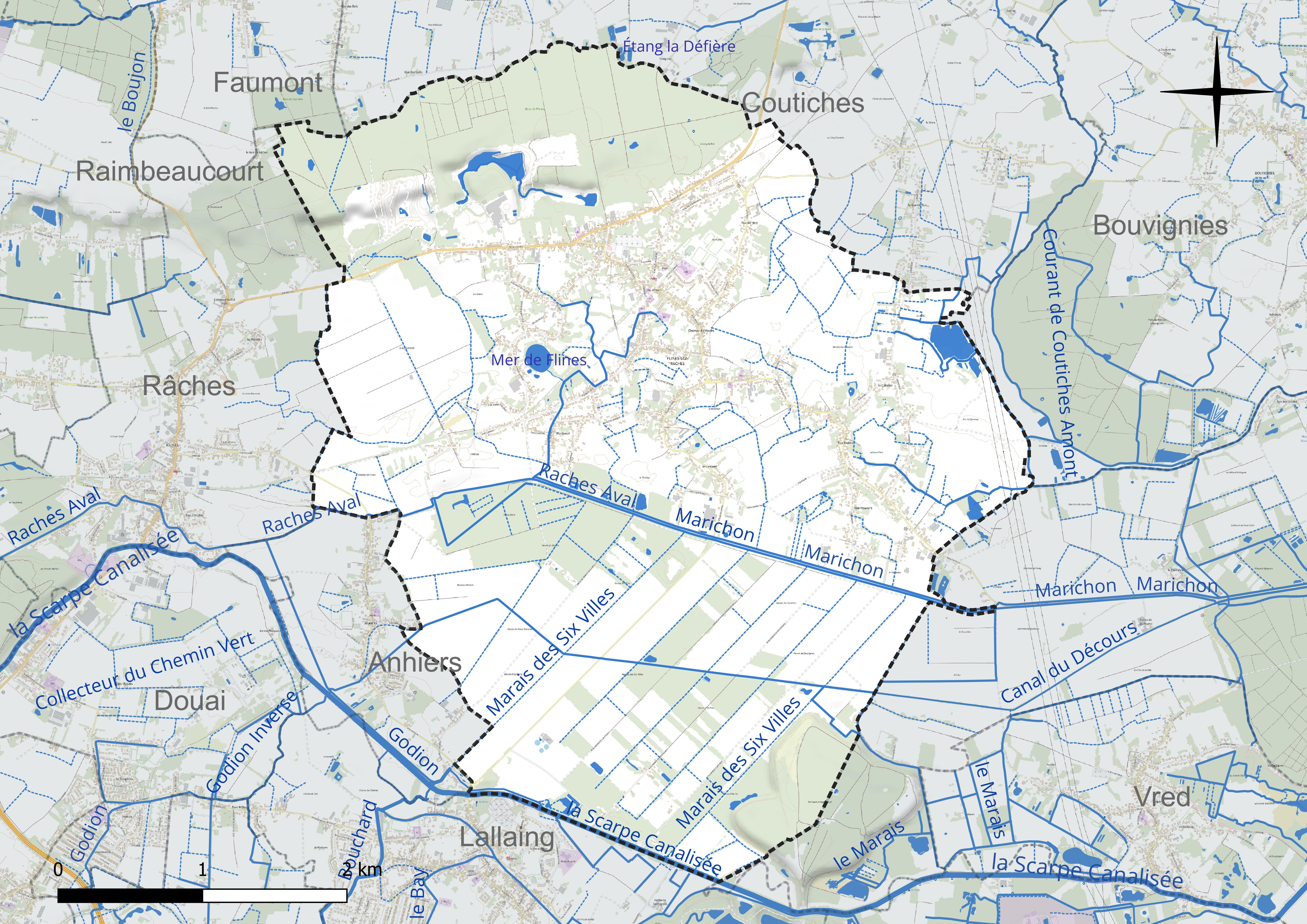
Réseau hydrographique de Flines-lez-Raches.

Un plan d'eau complète le réseau hydrographique : Mer de Flines (2,7 ha),.

#### Gestion et qualité des eaux
Le territoire communal est couvert par le schéma d'aménagement et de gestion des eaux (SAGE) « Scarpe aval ». Ce document de planification concerne un territoire de 624 km2 de superficie, délimité par le bassin versant de la Scarpe aval, comprenant la Pévèle, la plaine de la Scarpe et le bassin minier avec l'Ostrevent. Le périmètre a été arrêté le 18 mars 1997 et le SAGE proprement dit a été approuvé le 12 mars 2009, puis révisé le 5 juillet 2021. La structure porteuse de l'élaboration et de la mise en œuvre est le parc naturel régional Scarpe-Escaut. 
La qualité des cours d'eau peut être consultée sur un site dédié géré par les agences de l'eau et l'Agence française pour la biodiversité. 

### Climat
Pour des articles plus généraux, voir Climat des Hauts-de-France et Climat du Nord.
En 2010, le climat de la commune est de type climat océanique dégradé des plaines du Centre et du Nord, selon une étude du CNRS s'appuyant sur une série de données couvrant la période 1971-2000. En 2020, Météo-France publie une typologie des climats de la France métropolitaine dans laquelle la commune est exposée à un climat océanique et est dans la région climatique  Nord-est du bassin Parisien, caractérisée par un ensoleillement médiocre, une pluviométrie moyenne régulièrement répartie au cours de l'année et un hiver froid (3 °C). 
Pour la période 1971-2000, la température annuelle moyenne est de 10,6 °C, avec une amplitude thermique annuelle de 14,6 °C. Le cumul annuel moyen de précipitations est de 690 mm, avec 12,3 jours de précipitations en janvier et 9,4 jours en juillet. Pour la période 1991-2020, la température moyenne annuelle observée sur la station météorologique la plus proche, située sur la commune de Cappelle-en-Pévèle à 9 km à vol d'oiseau, est de 11,1 °C et le cumul annuel moyen de précipitations est de 736,6 mm,. Pour l'avenir, les paramètres climatiques de la commune estimés pour 2050 selon différents scénarios d'émission de gaz à effet de serre sont consultables sur un site dédié publié par Météo-France en novembre 2022.

## Urbanisme

### Typologie
Au 1er janvier 2024, Flines-lez-Raches est catégorisée ceinture urbaine, selon la nouvelle grille communale de densité à sept niveaux définie par l'Insee en 2022.
Elle appartient à l'unité urbaine de Flines-lez-Raches, une unité urbaine monocommunale constituant une ville isolée,. Par ailleurs la commune fait partie de l'aire d'attraction de Lille (partie française), dont elle est une commune de la couronne,. Cette aire, qui regroupe 201 communes, est catégorisée dans les aires de 700 000 habitants ou plus (hors Paris),.

### Occupation des sols
L'occupation des sols de la commune, telle qu'elle ressort de la base de données européenne d'occupation biophysique des sols Corine Land Cover (CLC), est marquée par l'importance des territoires agricoles (58 % en 2018), en diminution par rapport à 1990 (62,3 %). La répartition détaillée en 2018 est la suivante : 
terres arables (46,1 %), zones urbanisées (18,1 %), forêts (17,2 %), zones agricoles hétérogènes (8,8 %), mines, décharges et chantiers (4,6 %), prairies (3,1 %), milieux à végétation arbustive et/ou herbacée (2 %). L'évolution de l'occupation des sols de la commune et de ses infrastructures peut être observée sur les différentes représentations cartographiques du territoire : la carte de Cassini (XVIIIe siècle), la carte d'état-major (1820-1866) et les cartes ou photos aériennes de l'IGN pour la période actuelle (1950 à aujourd'hui).

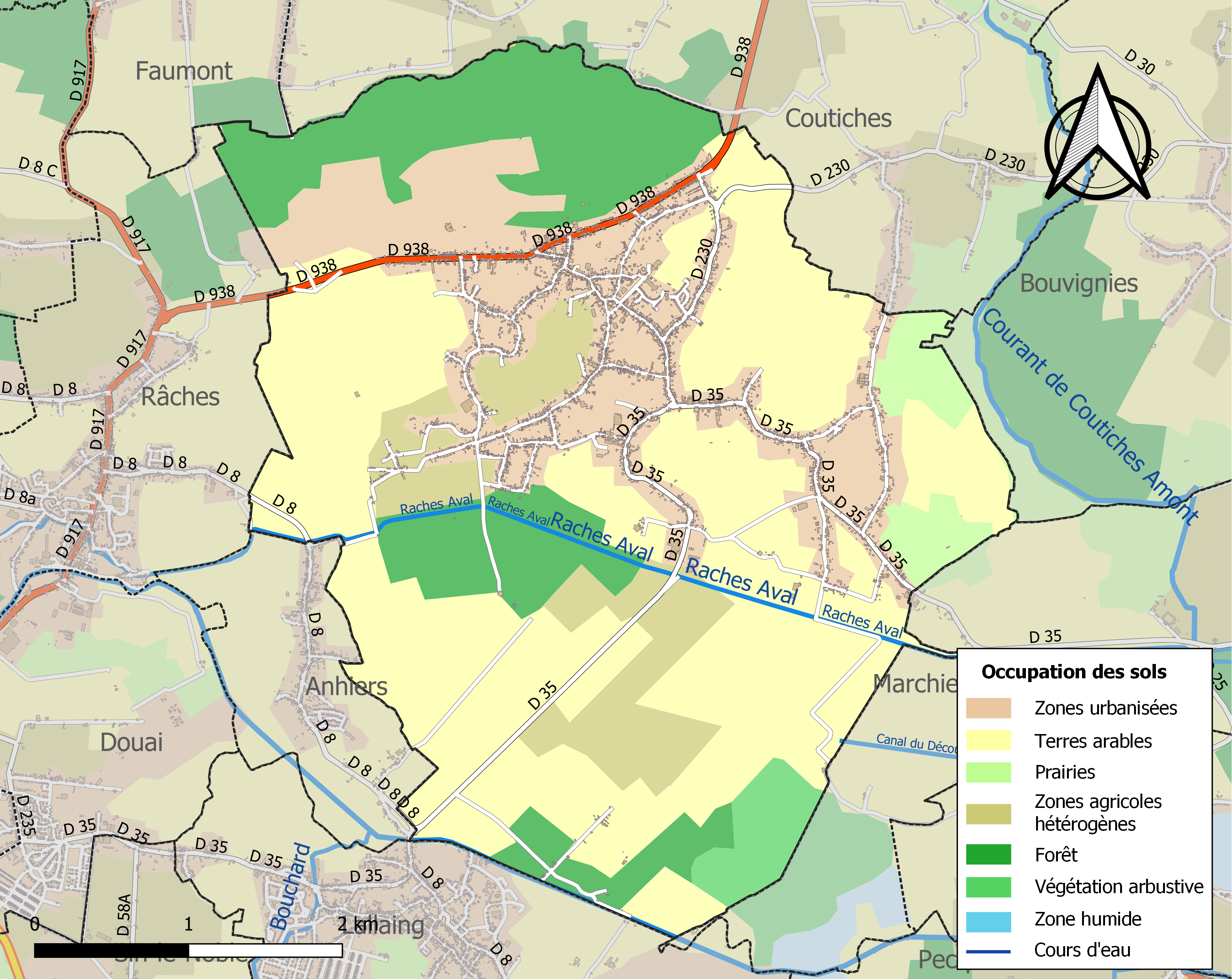
Carte des infrastructures et de l'occupation des sols de la commune en 2018 (CLC).

### Voies de communication et transports
La commune est desservie par la ligne 16 du réseau urbain Évéole et par la ligne 857 du réseau interurbain Arc-en-Ciel 2.

## Toponymie
La nom Flines viendrait du verbe germanique flean, flihen, couler. La ville se trouve sur la gauche de la Scarpe et proche du gigantesque marais des Six-Villes. Flines était alors sujette à des inondations.
D'après les registres de l'état civil, cette commune a porté les noms suivants :
- avant 1802 : Flines
- de 1803 à 1806 : Flines-lez-Marchiennes
- de 1807 à Septembre 1813 : Flines-lez-Raches
- d'octobre 1813 à janvier 1848 : Flines-lez-Marchiennes
- depuis février 1848 : Flines-lez-Raches

Ses habitants sont appelés les Flinois.

## Histoire
En se baignant dans un lac appelé la mer de Flines, des enfants ont trouvé environ 400 pièces de monnaie appartenant aux différents âges de l'empire romain. En 1806, ces pièces étaient détenues en Préfecture. Parmi elles, quelques-unes sont gauloises, dont deux en or. Le lieu de la trouvaille est également celui où fut découvert un bateau antique.

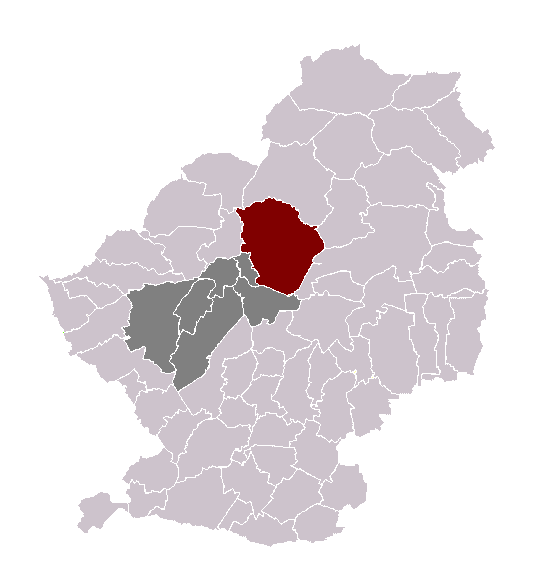
Flines-lez-Raches dans son canton et son arrondissement

En 2008, des fouilles archéologiques réalisées sur le boulevard des Alliés par le service archéologique de la Communauté d'agglomération du Douaisis, ont permis de découvrir un centre de production de tuiles gallo-romaines :
En direction de Coutiches, le site regroupe les traces de plusieurs bâtiments datant des IIe et IIIe siècles. Ces bâtiments servaient d'ateliers de tuiliers, dont un de 6,50 mètres sur 20 mètres de long avec un sol pavé de tuiles et des traces de canalisations en terre cuite.
Le sol étant très argileux, la matière première était à proximité.
Après le début de la Première Guerre mondiale, Flines-lez-Raches est occupé au mois de septembre 1914 et devient base arrière des troupes allemands. La « Kommandantur » installée face à la mairie impose le couvre-feu, réquisitionne bétail, vivres, bois et métaux et dépouillera, en 1917, l'église de ses cloches. La « maison des Dames de Flins », communément appelée « couvent » devient caserne avant d'être aménagée en « Lazarett ». La fabrique de briques réfractaires Duthoit-Soufflet est transformée en étable pour les chevaux de cavalerie, la « ferme Desprez » en étable de vaches laitières — avec laiterie, atelier de production fromagère et cantine. La brasserie Lespagnol est réquisitionnée pour l'établissement d'un centre d'abattage qui fournit l'armée allemande dans toute la région. Dans l'usine de confection de vêtements du groupe Halimbourg-Akar est installé un atelier de réparation d'armes et de canons. La faïencerie Dubus devient prison. Les écoles sont occupées par des entrepôts de vivres et de matériel militaire. Un cinéma pour la troupe fonctionne dans la grande salle de l'école Saint-Michel.

## Politique et administration

### Tendances politiques et résultats
Lors du premier tour des élections municipales le 15 mars 2020, vingt-neuf sièges sont à pourvoir ; on dénombre 4 467 inscrits, dont 1 873 votants (41,93 %), 22 votes blancs (1,17 %) et 1 815 suffrages exprimés (96,90 %). La liste étiquetée divers gauche Agir durablement pour bien vivre ensemble menée par  la maire sortante Annie Goupil-Deregnaucourt recueille 1 186 voix (65,34 %) et remporte ainsi vingt-quatre sièges au conseil municipal contre cinq pour la liste divers droite Rassemblement flinois menée par Jean-Michel Zabinski avec 629 voix (34,66 %),.

### Liste des maires
| Identité                                             | Période       | Période                  | Durée             | Étiquette                                               |
| Identité                                             | Début         | Fin                      | Durée             | Étiquette                                               |
| ---------------------------------------------------- | ------------- | ------------------------ | ----------------- | ------------------------------------------------------- |
| Edouard Debruille (d)                                | mai 1884      | mai 1900                 | 16 ans            |                                                         |
| Jacques Delzenne (d)                                 | mai 1900      | mai 1912                 | 12 ans            |                                                         |
| Joseph Deregnaucourt (d)                             | mai 1912      | décembre 1919            | 7 ans et 7 mois   |                                                         |
| Michel Warusfel (d)                                  | décembre 1919 | septembre 1922           | 2 ans et 9 mois   |                                                         |
| Jacques Delzenne (d)                                 | novembre 1922 | mai 1929                 | 6 ans et 6 mois   |                                                         |
| Auguste Caron (d)                                    | mai 1929      | juin 1932                | 3 ans et 1 mois   |                                                         |
| Hyppolite Dupuis (d)                                 | août 1932     | novembre 1935            | 3 ans et 3 mois   |                                                         |
| André Godin (d)                                      | novembre 1935 | septembre 1944           | 8 ans et 10 mois  |                                                         |
| Claude Vonarx (d)                                    | octobre 1944  | mai 1953                 | 8 ans et 7 mois   |                                                         |
| Édouard Bouchar (d)                                  | mai 1953      | mars 1965                | 11 ans et 10 mois |                                                         |
| Gaston Thomas (d)                                    | mars 1965     | août 1965                | 5 mois            |                                                         |
| Édouard Bouchar (d)                                  | août 1965     | mars 1971                | 5 ans et 7 mois   |                                                         |
| Daniel Henno (d), (11 mars 1933 - 23 juillet 2019)   | mars 1971     | mai 1999 (démission)     | 28 ans et 2 mois  | Parti communiste français                               |
| Daniel Lemaire (d), (3 juillet 1942 - 13 avril 2017) | mai 1999      | octobre 2011 (démission) | 12 ans et 5 mois  | Parti communiste français                               |
| Annie Goupil-Deregnaucourt (d), (née le 8 mars 1954) | novembre 2011 | En cours                 | 13 ans et 4 mois  | Parti communiste français Front de gauche divers gauche |

### Politique environnementale
La commune abrite un site à risque Seveso, EPC france (EPC groupe), pour lequel le sous-préfet, le 22 janvier 2009, à la suite de l'arrêté préfectoral du 2 mars 2007, a installé un centre local d'information et de coordination (CLIC) qui a été consulté sur le contenu et les orientations stratégiques du plan de prévention des risques technologiques (PPRT), les cartes d'aléa et d'enjeux, le projet de zonage brut de l'usine.

## Population et société

### Démographie

#### Évolution démographique
L'évolution du nombre d'habitants est connue à travers les recensements de la population effectués dans la commune depuis 1793. Pour les communes de moins de 10 000 habitants, une enquête de recensement portant sur toute la population est réalisée tous les cinq ans, les populations de référence des années intermédiaires étant quant à elles estimées par interpolation ou extrapolation. Pour la commune, le premier recensement exhaustif entrant dans le cadre du nouveau dispositif a été réalisé en 2008.

En 2022, la commune comptait 5 677 habitants, en évolution de +2,4 % par rapport à 2016 (Nord : +0,51 %, France hors Mayotte : +2,11 %).
| 1793  | 1800  | 1806  | 1821  | 1831  | 1836  | 1841  | 1846  | 1851  |
| ----- | ----- | ----- | ----- | ----- | ----- | ----- | ----- | ----- |
| 2 200 | 2 316 | 2 452 | 2 767 | 3 241 | 3 471 | 3 574 | 3 664 | 3 660 |

| 1856  | 1861  | 1866  | 1872  | 1876  | 1881  | 1886  | 1891  | 1896  |
| ----- | ----- | ----- | ----- | ----- | ----- | ----- | ----- | ----- |
| 3 672 | 3 849 | 4 042 | 4 115 | 4 187 | 4 020 | 4 058 | 4 016 | 4 074 |

| 1901  | 1906  | 1911  | 1921  | 1926  | 1931  | 1936  | 1946  | 1954  |
| ----- | ----- | ----- | ----- | ----- | ----- | ----- | ----- | ----- |
| 4 354 | 4 542 | 4 592 | 4 140 | 4 214 | 4 259 | 4 350 | 4 386 | 4 812 |

| 1962  | 1968  | 1975  | 1982  | 1990  | 1999  | 2006  | 2008  | 2013  |
| ----- | ----- | ----- | ----- | ----- | ----- | ----- | ----- | ----- |
| 5 094 | 5 116 | 5 047 | 5 098 | 5 294 | 5 441 | 5 446 | 5 448 | 5 521 |

| 2018  | 2022  | - | - | - | - | - | - | - |
| ----- | ----- | - | - | - | - | - | - | - |
| 5 597 | 5 677 | - | - | - | - | - | - | - |

#### Pyramide des âges
La population de la commune est relativement agée.
En 2018, le taux de personnes d'un âge inférieur à 30 ans s'élève à 35,0 %, soit en dessous de la moyenne départementale (39,5 %). À l'inverse, le taux de personnes d'âge supérieur à 60 ans est de 24,2 % la même année, alors qu'il est de 22,5 % au niveau départemental.
En 2018, la commune comptait 2 751 hommes pour 2 846 femmes, soit un taux de 50,85 % de femmes, légèrement inférieur au taux départemental (51,77 %).
Les pyramides des âges de la commune et du département s'établissent comme suit.
| Hommes | Classe d’âge | Femmes |
| ------ | ------------ | ------ |
| 0,4    | 90 ou +      | 0,8    |
| 4,9    | 75-89 ans    | 7,3    |
| 17,3   | 60-74 ans    | 17,8   |
| 22,4   | 45-59 ans    | 21,3   |
| 18,6   | 30-44 ans    | 19,0   |
| 16,2   | 15-29 ans    | 15,6   |
| 20,3   | 0-14 ans     | 18,0   |

| Hommes | Classe d’âge | Femmes |
| ------ | ------------ | ------ |
| 0,5    | 90 ou +      | 1,4    |
| 5,3    | 75-89 ans    | 8,1    |
| 14,8   | 60-74 ans    | 16,2   |
| 19,1   | 45-59 ans    | 18,4   |
| 19,5   | 30-44 ans    | 18,7   |
| 20,7   | 15-29 ans    | 19,1   |
| 20,2   | 0-14 ans     | 18     |

### Sports
- L'Olympique Flinois, club de football créé en 1949 évolue désormais en D1 après son titre de champion durant la saison 2019-2020 stoppé précipitamment, la plus haute division dans laquelle le club a évolué depuis sa création.

## Culture et patrimoine

### Lieux et monuments
- L'église Saint-Michel.
- L'église Notre-Dame-de-Pellevoisin.
- La mer de Flines, lieu-dit, autrefois (écrivait le géologue M Meugy en 1852) « depuis longtemps renommé par la quantité d'objets d'art qui s'y trouvent enfouis. On en a retiré, d'après M. Derode[40], deux bateaux de près de douze mètres de longueur, taillés dans un tronc d'arbre, des haches de silex, des monnaies, des bronzes, des statuettes »[41].
- La commune était traversé par la ligne de Pont-de-la-Deûle à Bachy - Mouchin qui est aujourd'hui détruite. Il subsiste le bâtiment-voyageurs de la gare.
- L'Abbaye de Flines : Monique Heddebaut[42] indique qu'il y avait aussi une abbaye qui a été démolie à la Révolution ; les derniers vestiges en ont disparu au milieu du XIXe siècle. Fondée par Marguerite de Constantinople, comtesse de Flandre vers 1234, elle fut le lieu de sépulture de plusieurs comtes de Flandre de la dynastie de Dampierre.
- Les trois monuments aux morts : l'ancien, apposé sur la façade de l'église ; celui de la guerre franco-allemande de 1870 et celui de la Première Guerre mondiale.

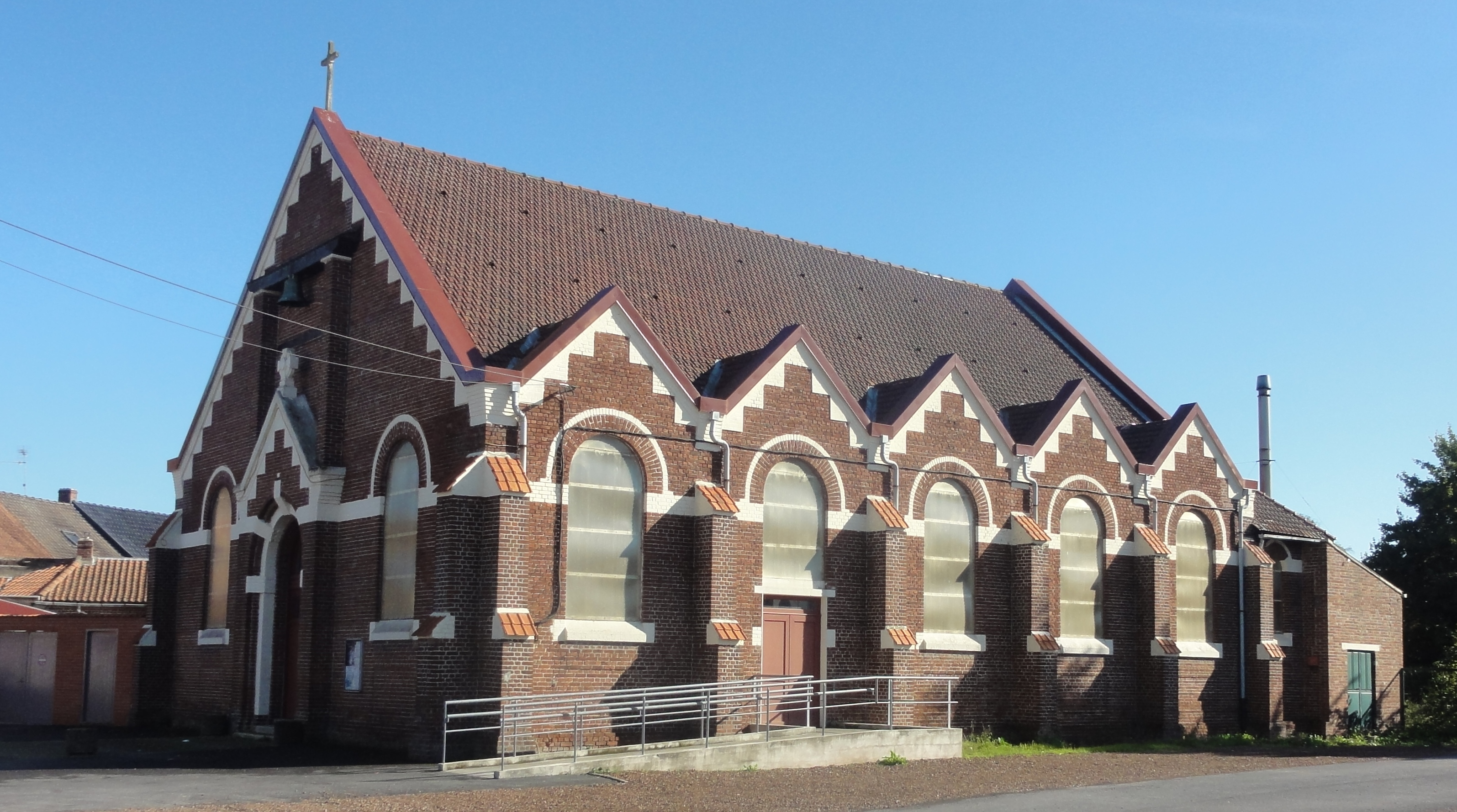
L'église Notre-Dame-de-Pellevoisin.
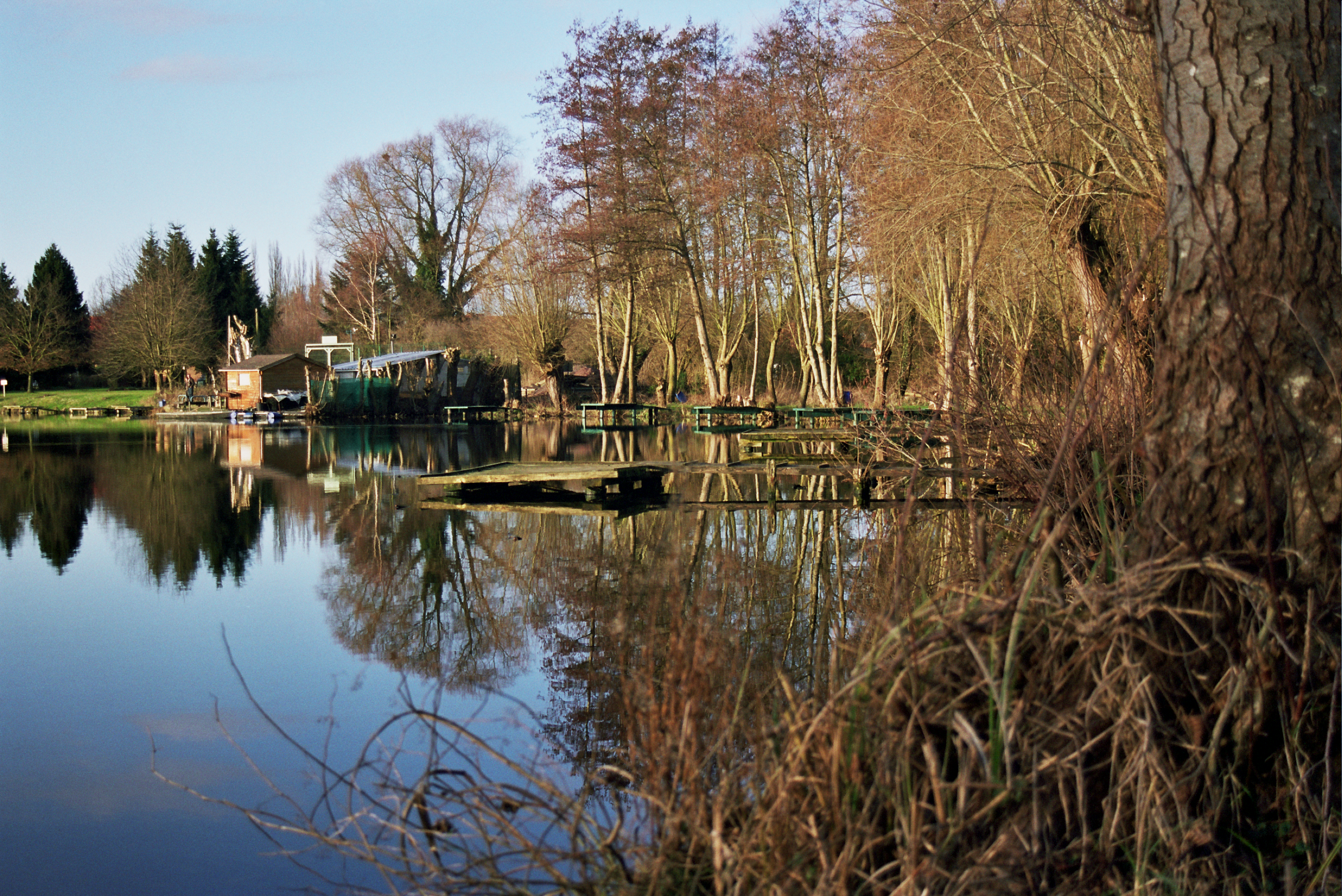
La mer de Flines.
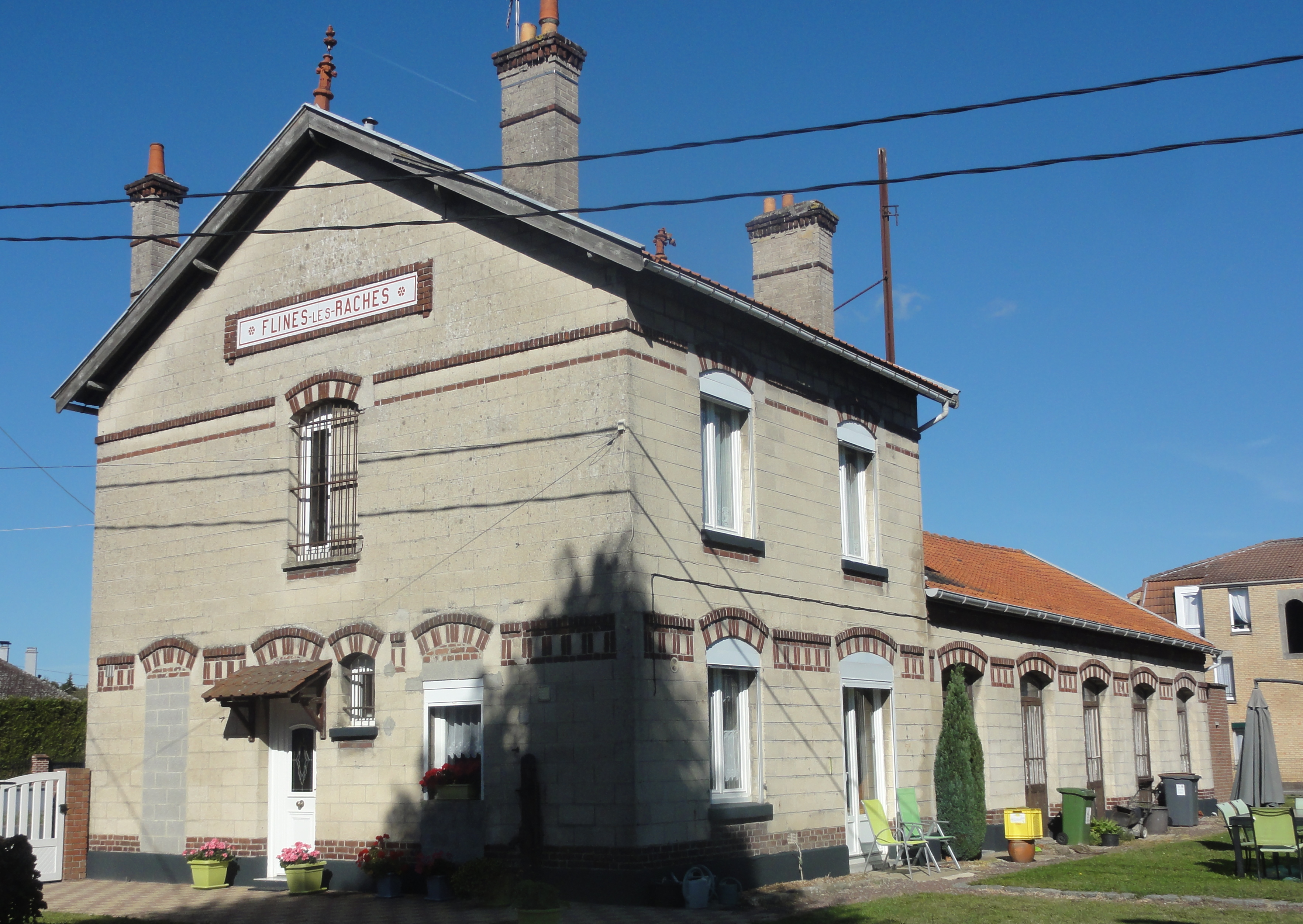
La gare.
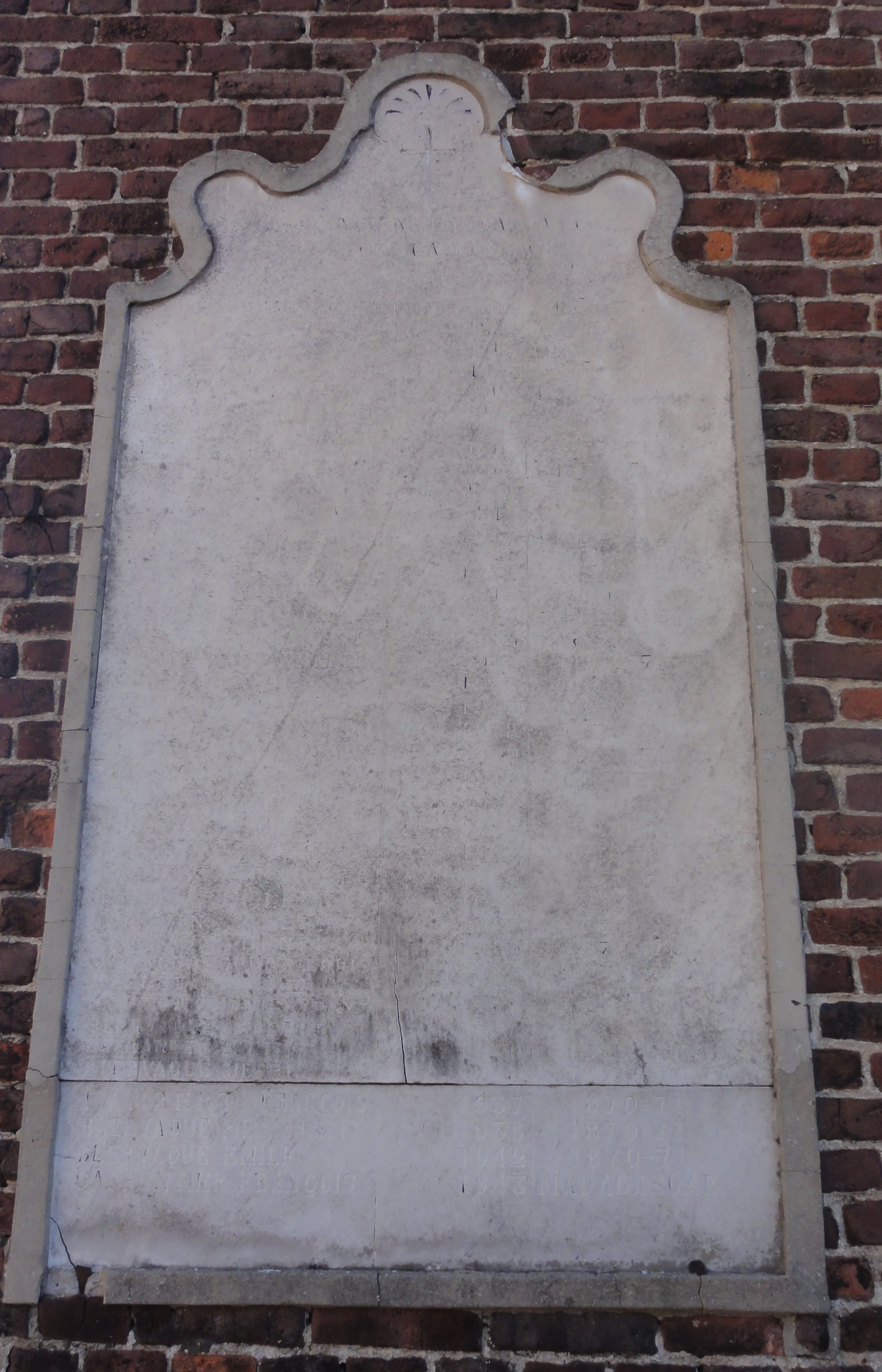
Le monument aux morts ancien.
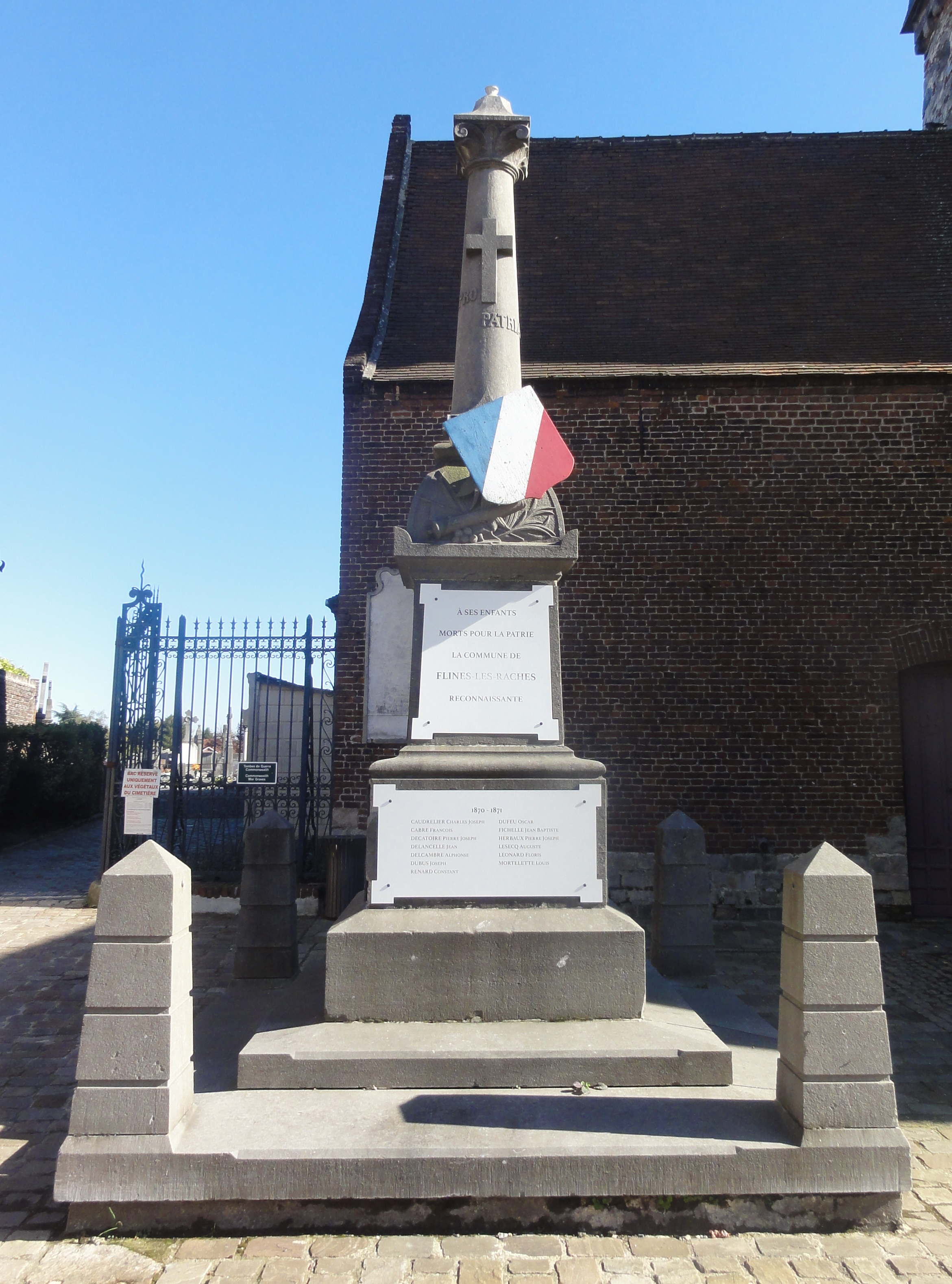
Celui de la guerre de 1870.
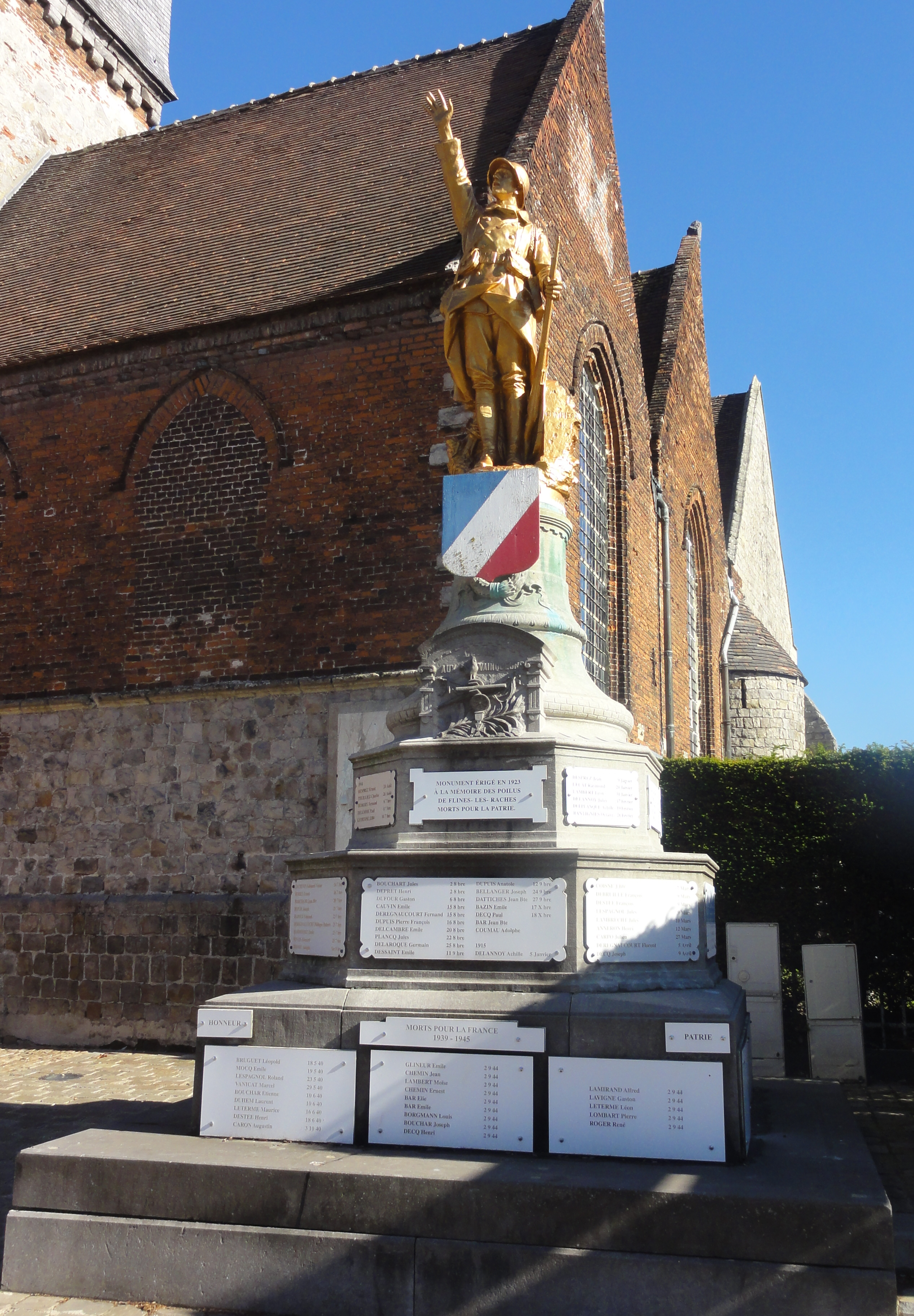
Celui de la Grande Guerre.
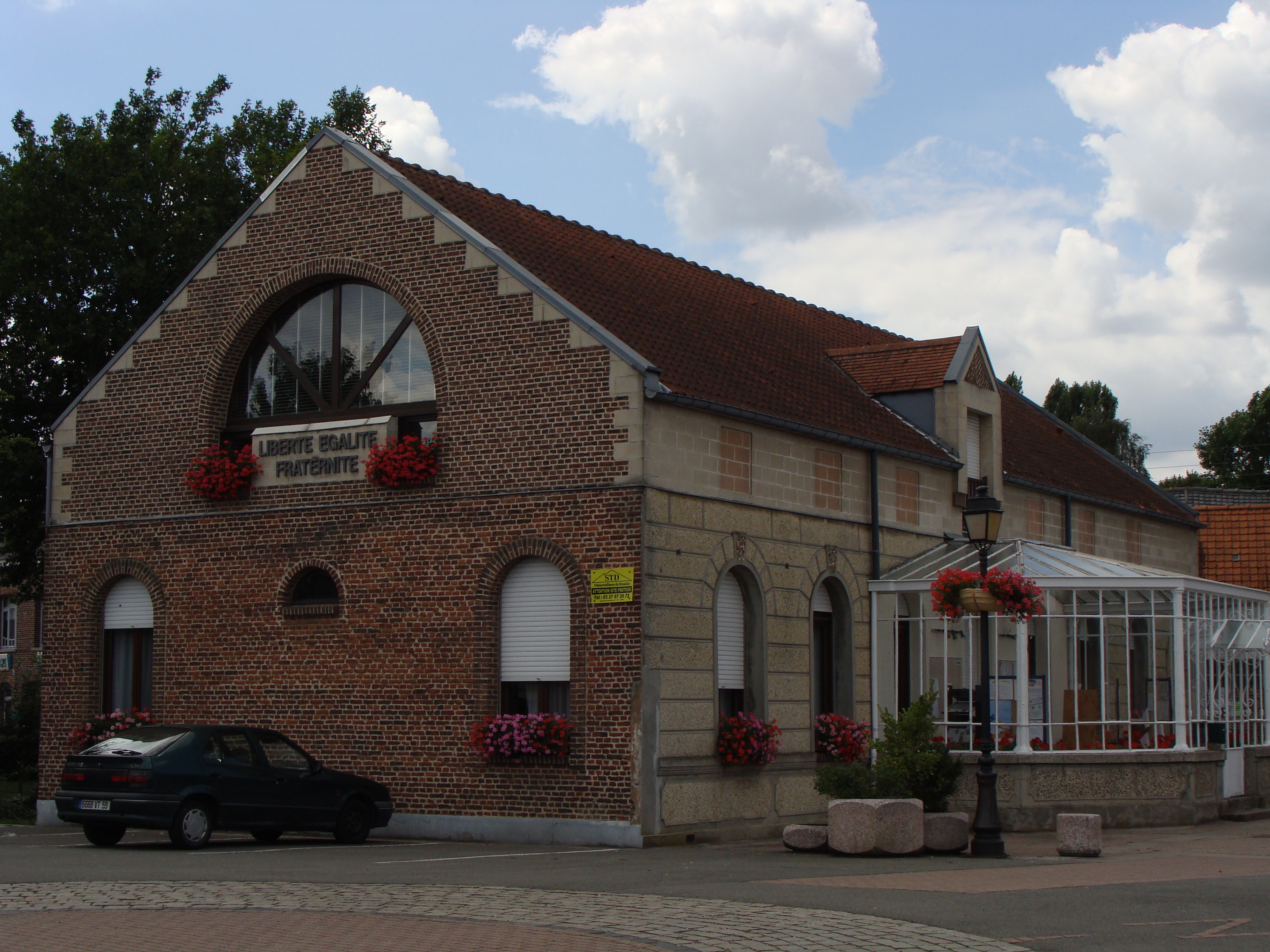
La mairie.

### Personnalités liées à la commune
- Jeanne de Constantinople (entre 1194 et 1200-1244), comtesse de Flandre et de Hainaut
- Jean-Jacques Stenven (1950), artiste peintre

### Folklore
Flines-lez-Raches a pour géants Prosper, Prosperine, Marcel et Saint-Michel.

### Héraldique
|  | Les armes de Flines-lez-Raches se blasonnent ainsi : D'or au lion de sable, armé et lampassé de gueules. |

## Pour approfondir